# Synapta maculata
Cordon mauresque, Holothurie-serpent collante brune, Synapte maculée
Espèce
L’holothurie-serpent collante brune (Synapta maculata), aussi appelée « Synapte maculée » ou « Cordon mauresque » (à La Réunion) est une espèce de concombres de mer de la famille des Synaptidae.
De forme très allongée, il s'agit de la plus longue holothurie connue, pouvant atteindre jusqu'à 3 m de long.

## Description

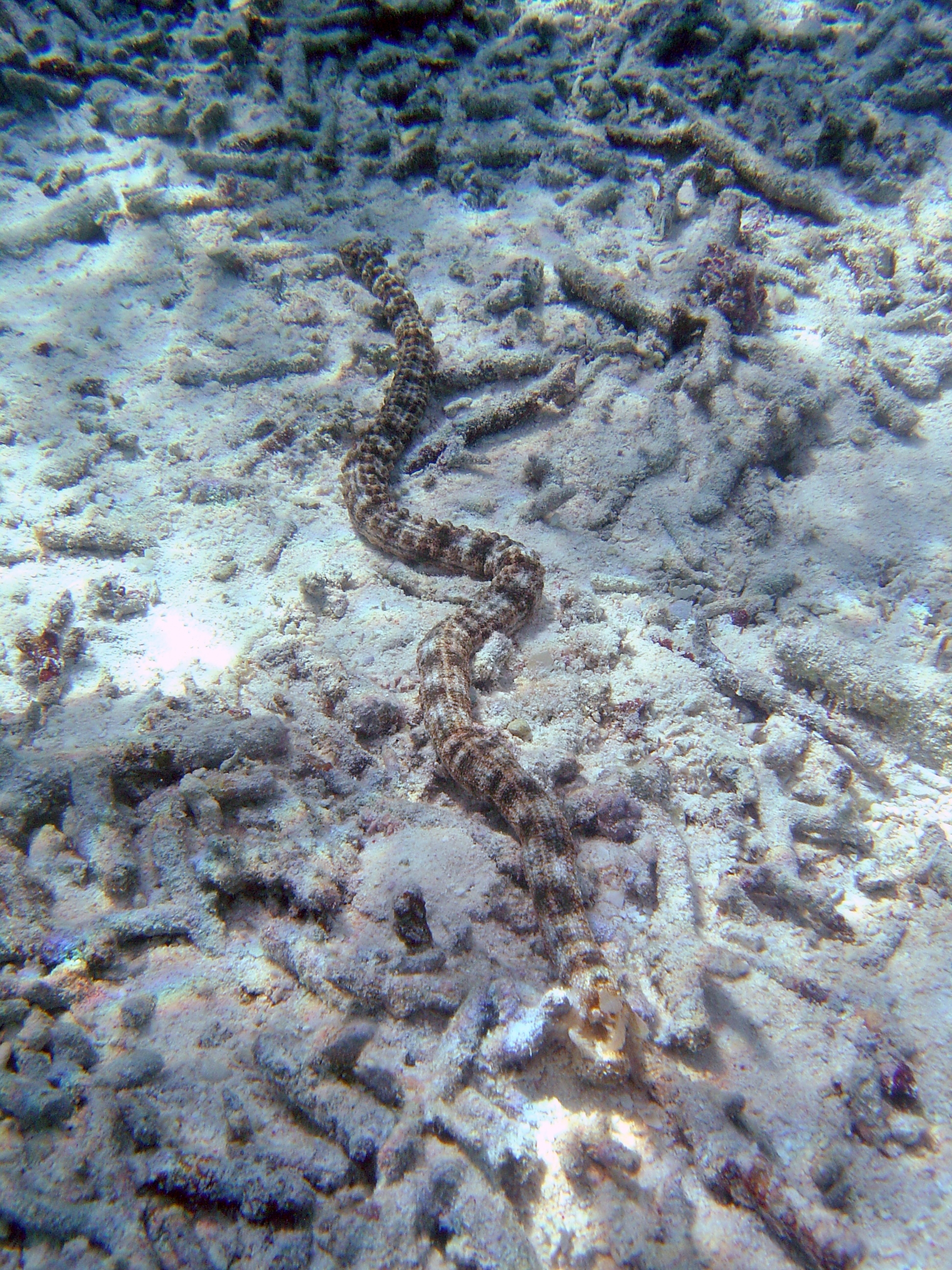
Cordon mauresque à Guam.

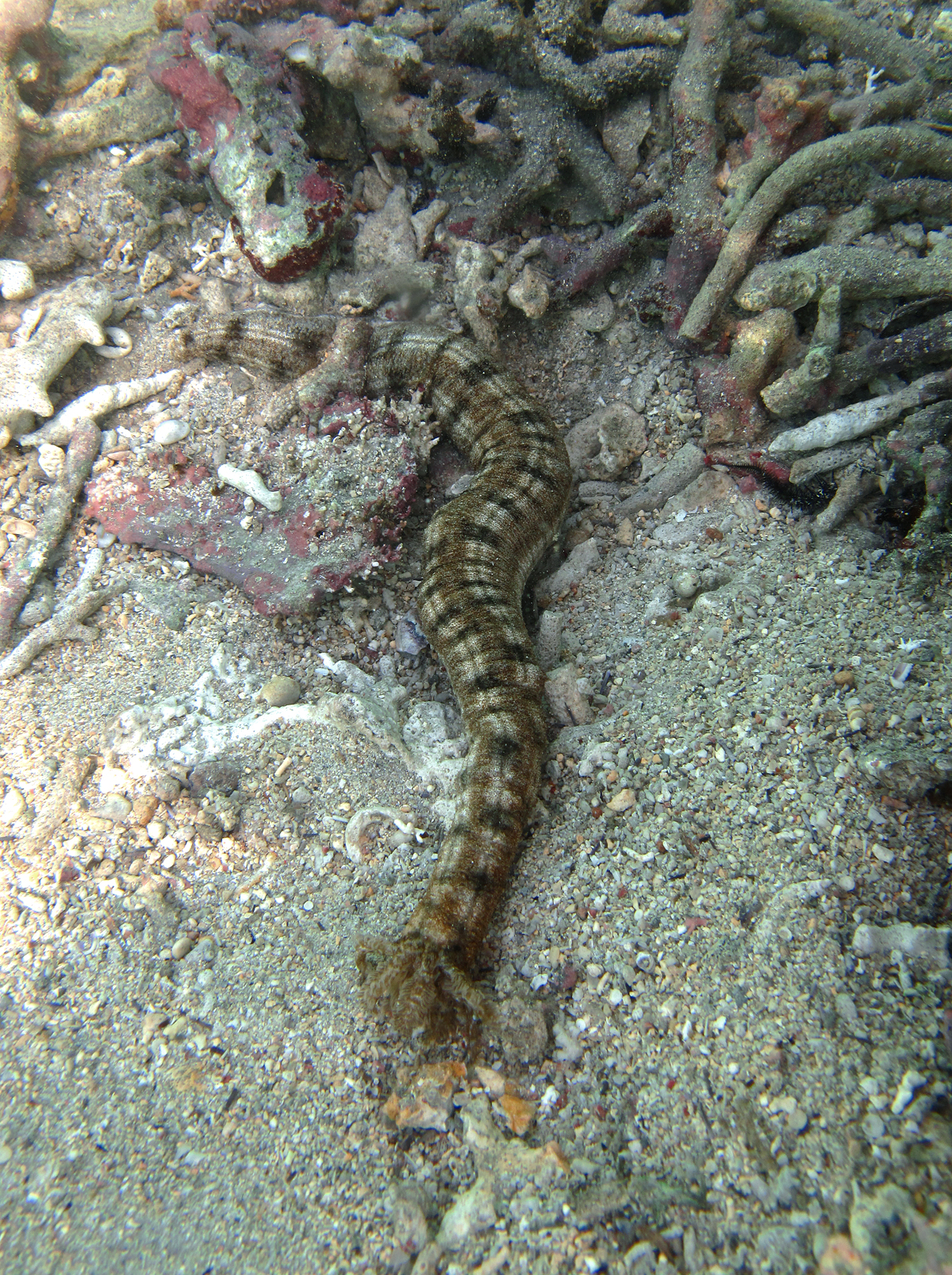
Cordon mauresque à La Réunion.

C'est une holothurie d'allure serpentiforme et de section ronde, pouvant mesurer jusqu'à 3 m de long (ce qui est le record pour un concombre de mer) pour un diamètre de 3 à 5 cm. La longueur moyenne est cependant d'1,50 m. La coloration générale est d'ordinaire brune, mais peut tirer jusqu'au beige ou au vert olive ; elle se décompose en un fond généralement beige sur lequel se détachent tout d'abord cinq fines bandes longitudinales brun sombre, puis des anneaux d'un brun variable parcourant toute la longueur de l'animal. Le tégument porte aussi des vésicules verruqueuses ainsi que des points blancs qui sont en fait des amas de spicules ; l'aspect général de l'épiderme est irrégulier, bosselé et rugueux. Au toucher, les spicules en forme de grosses ancres (pouvant mesurer jusqu'à 1 cm) peuvent se planter dans la peau ou dans la plupart des tissus, et il peut ainsi se révéler très difficile de se déprendre de l'étreinte de cet animal. La bouche est entourée d'une quinzaine de tentacules clairs très apparents et de taille moyenne, mobiles et préhensiles, et pennés de petits organes préhensiles qui les font ressembler à des plumes (20 à 40 paires de digitations libres par tentacule),.
On peut parfois la confondre avec sa cousine Euapta godeffroyi, qui est cependant de coloration plus claire et plus vive, avec 5 lignes longitudinales jaunes, et des tentacules membranés.

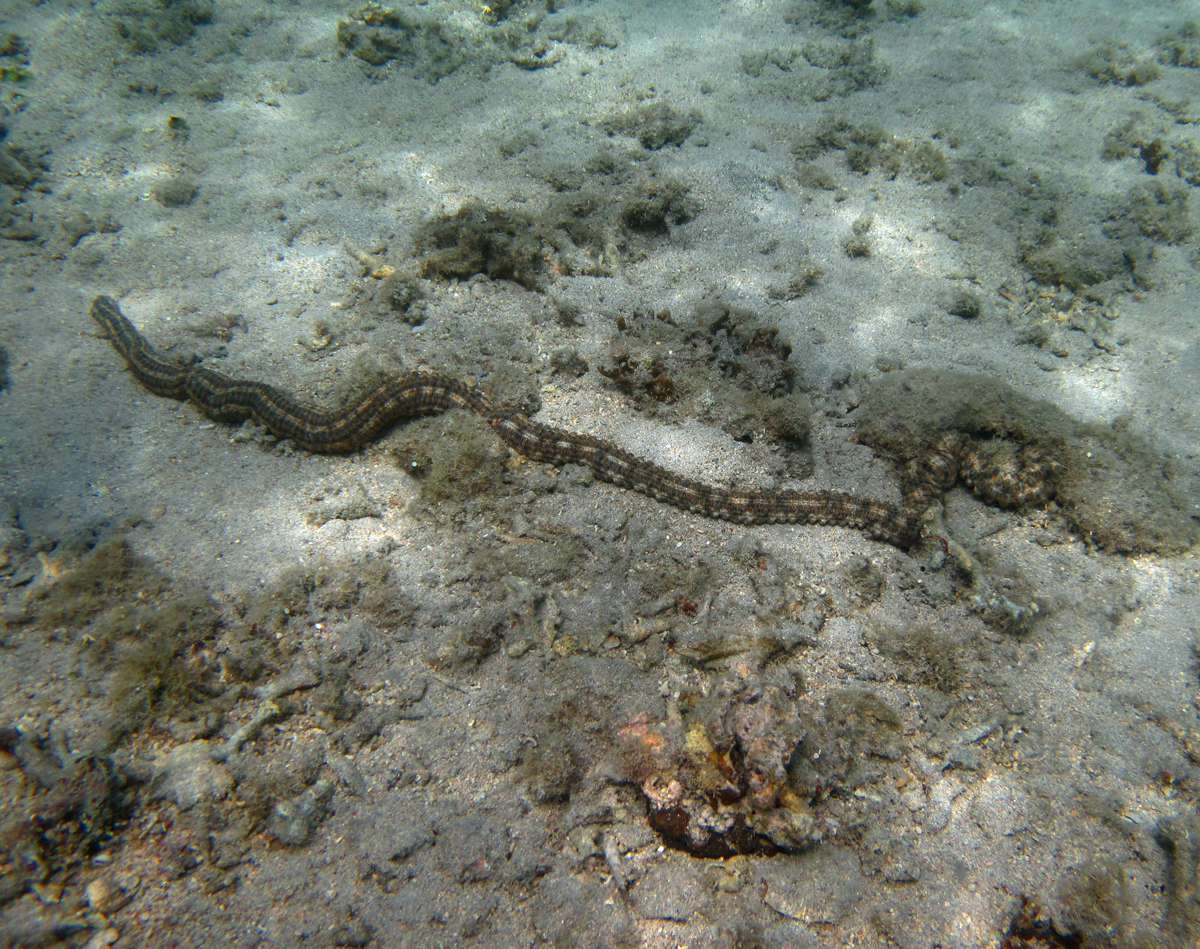
Spécimen caractéristique.
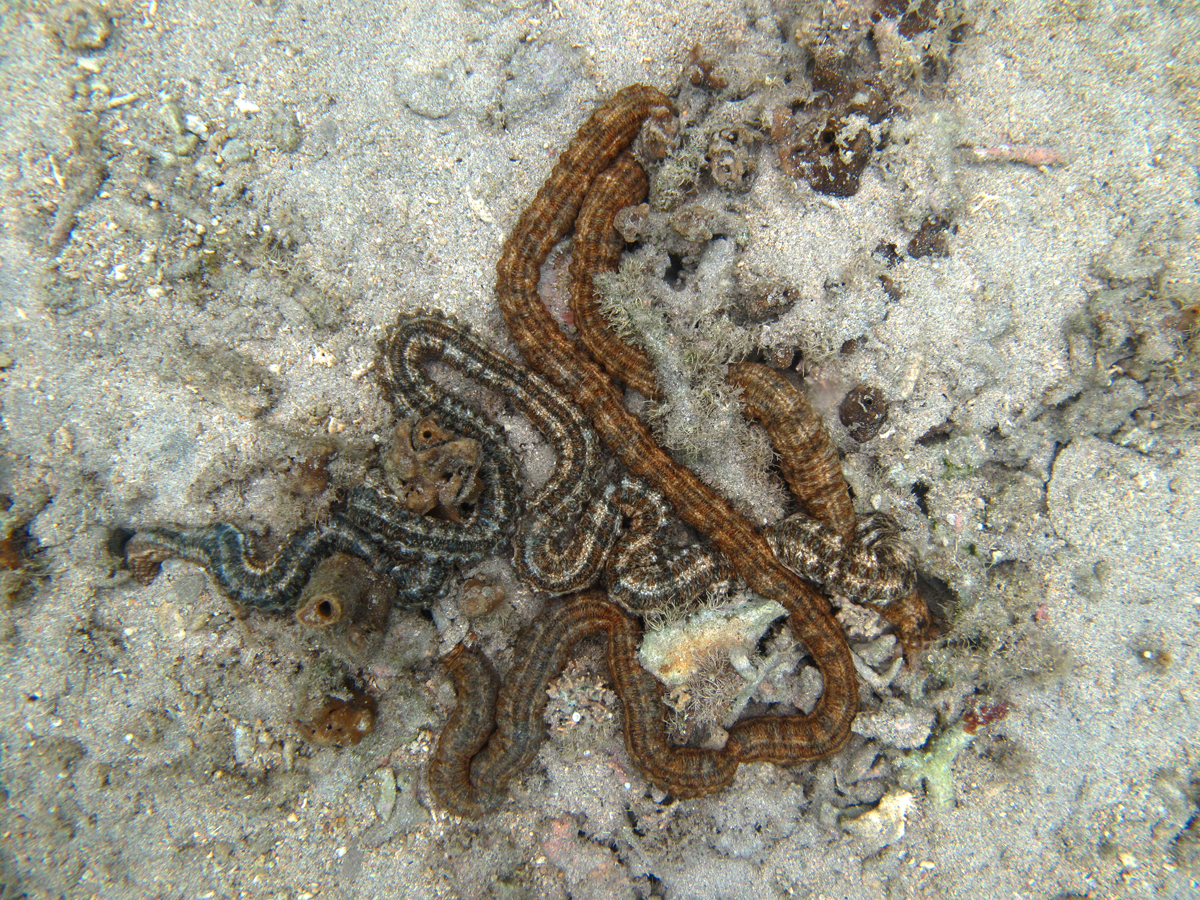
Deux spécimens de couleurs légèrement différentes.
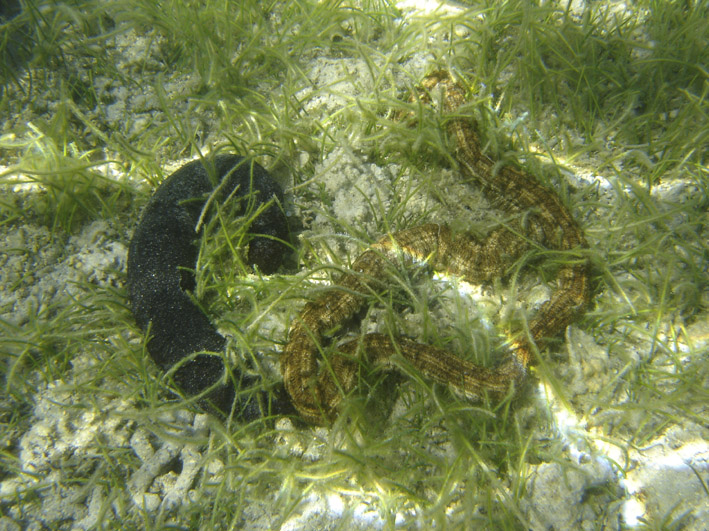
Une Synapta maculata (brune, à droite) et une Holothuria leucospilota (noire, à gauche) à La Réunion.
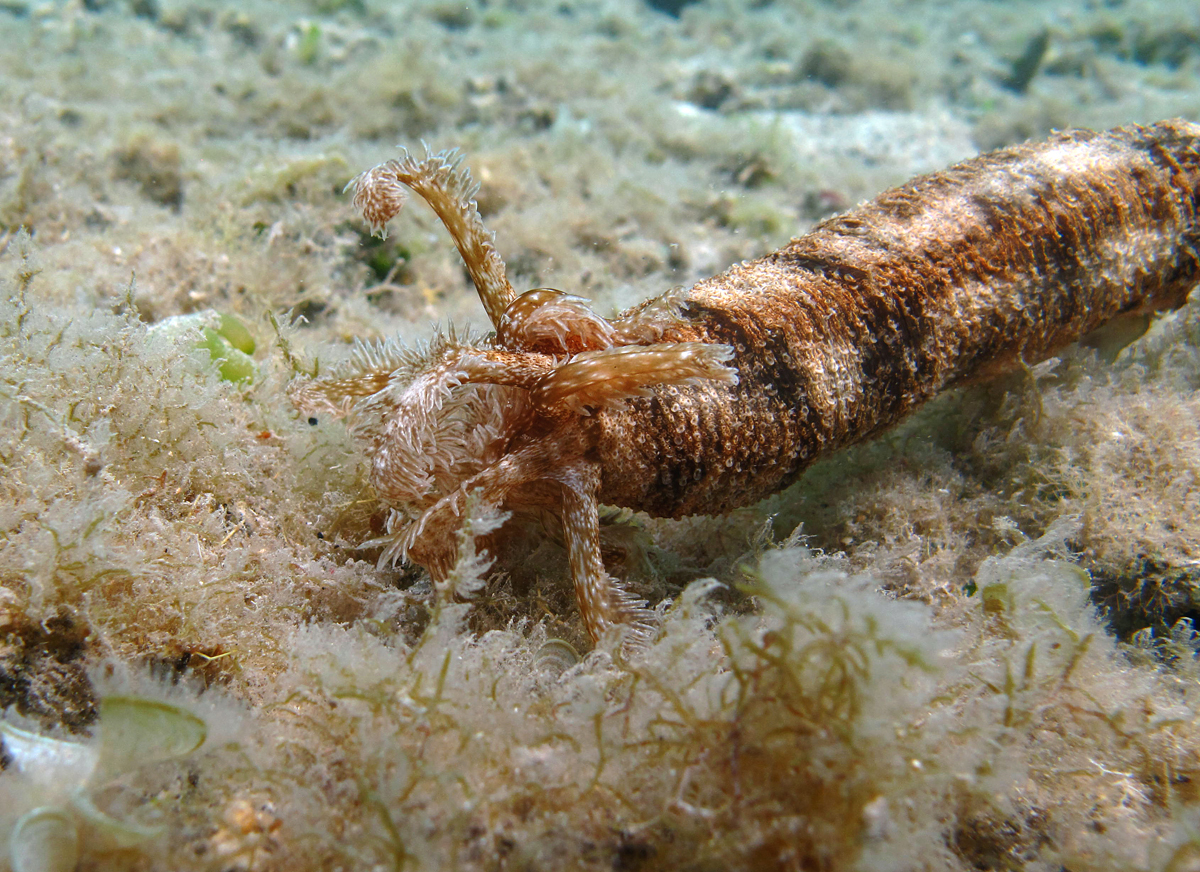
Détail de la bouche et des tentacules buccaux.
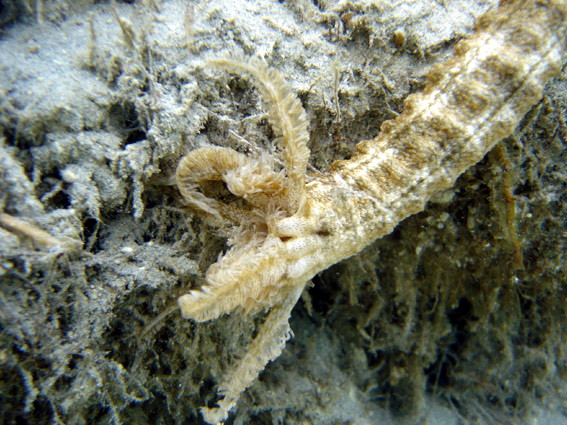
Coloris plus clair.

## Habitat et répartition
Cette espèce est largement répartie dans le bassin Indo-Pacifique tropical ainsi qu'en Mer Rouge, jusqu'au Japon et à l'Australie, mais absente de la plupart des archipels de l'océan Pacifique central comme Hawaii. Elle est extrêmement commune à La Réunion.
Espèce benthique, on la trouve posée sur le fond, principalement dans les lagons calmes, sur fonds sableux peu profonds et les herbiers (entre 1 et 30 m de profondeur). On la trouve parfois en groupes, et elle ne craint pas la compagnie d'autres holothuries ou d'autres échinodermes.

## Écologie et comportement

### Alimentation
Comme toutes les holothuries de son ordre, cette espèce se nourrit en ingérant le substrat sableux, qu'elle trie grossièrement et porte à sa bouche à l'aide de ses 15 tentacules buccaux préhensiles et adhésifs pour en digérer les particules organiques (régime en grande partie détritivore). Ceux-ci sont également munis de vésicules de poison pour éviter que des prédateurs n'essaient de les arracher.

### Reproduction
La reproduction est gonochorique, et mâles et femelles relâchent leurs gamètes en même temps grâce à un signal phéromonal, en pleine eau, où œufs puis larves vont évoluer parmi le plancton pendant quelques semaines avant de se fixer.

### Prédateurs
Comme la plupart des holothuries, le cordon mauresque n'intéresse pas beaucoup de prédateurs à cause des toxines qu'elle sécrète et des spicules qui recouvrent son épiderme. Cependant, certains animaux comme le mollusque gastéropode Tonna perdix peuvent en consommer.
Quand elle se sent menacée, cette holothurie se contracte.

### Symbioses et commensalismes
Certains petits invertébrés peuvent parfois vivre en commensalisme sur le tégument de cette holothurie, comme la crevette nettoyeuse Periclimenes imperator.

## L'holothurie brune et l'Homme
Cette holothurie est fréquemment rencontrée par les baigneurs et plongeurs comme elle vit à faible profondeur dans les lagons coralliens des pays tropicaux. Elle est absolument inoffensive et ses mouvements sont d'une extrême lenteur ; cependant il convient de ne pas essayer de la saisir, car ses spicules peuvent adhérer à la peau ou surtout aux tissus et il devient parfois très difficile de s'en détacher, obligeant parfois à déchirer l'animal.
Cette espèce n'est d'aucune valeur culinaire ou économique, et ne semble pas exploitée dans aucun des pays de son aire de répartition ; elle n'est pas non plus très courante en aquariophilie du fait de sa taille, de ses spicules et de son corps fragile qui peut l'amener à se faire piéger dans les systèmes de circulation d'eau.

### Onomastique
Cette holothurie commune et aisément reconnaissable possède de nombreux noms suivant les lieux où l'on la rencontre : « Synapte maculée » (francisation du nom scientifique), « cordon mauresque » (La Réunion), « Holothurie collante géante » (Comores), « concombre serpent » (île Maurice), holothurie-serpent collante brune (nom vernaculaire distinctif), holothurie serpentiforme...
Le nom scientifique Synapta maculata signifie « reliée » (sunaptos en grec) et « tachetée » (maculata en latin).
Dans les autres langues, on l'appelle : Maculated synaptid, spotted worm cucumber, banded sea cucumber ou conspicuous sea cucumber en anglais, Wurmseegurke en allemand, Gevlekte zeekomkommer en néerlandais, Teripang sabuk raja en Indonésie, et Peva  aux Samoa.

### Systématique
Liste des sous-espèces selon World Register of Marine Species (21 novembre 2013) :
- sous-espèce Synapta maculata andreae (Heding, 1928)
- sous-espèce Synapta maculata sudaensis (Heding, 1928)